# Pachychalina
Pachychalina är ett släkte av svampdjur. Pachychalina ingår i familjen Niphatidae.
Kladogram enligt Catalogue of Life:
| Pachychalina | \| \| Pachychalina acapulcensis \| \| \| \| \| \| Pachychalina alcaloidifera \| \| \| \| \| \| Pachychalina alveopora \| \| \| \| \| \| Pachychalina arctica \| \| \| \| \| \| Pachychalina fracta \| \| \| \| \| \| Pachychalina glacialis \| \| \| \| \| \| Pachychalina gracilenta \| \| \| \| \| \| Pachychalina gracilis \| \| \| \| \| \| Pachychalina rustica \| \| \| \| \| \| Pachychalina schmidti \| \| \| \| \| \| Pachychalina subcapitata \| \| \| \| |
|              | \| \| Pachychalina acapulcensis \| \| \| \| \| \| Pachychalina alcaloidifera \| \| \| \| \| \| Pachychalina alveopora \| \| \| \| \| \| Pachychalina arctica \| \| \| \| \| \| Pachychalina fracta \| \| \| \| \| \| Pachychalina glacialis \| \| \| \| \| \| Pachychalina gracilenta \| \| \| \| \| \| Pachychalina gracilis \| \| \| \| \| \| Pachychalina rustica \| \| \| \| \| \| Pachychalina schmidti \| \| \| \| \| \| Pachychalina subcapitata \| \| \| \| |
|              | Amphimedon |
|              | |
|              | Cribrochalina |
|              | |
|              | Dasychalina |
|              | |
|              | Gelliodes |
|              | |
|              | Haliclonissa |
|              | |
|              | Hemigellius |
|              | |
|              | Microxina |
|              | |
|              | Niphates |
|              | |
|              | Siphonodictyon |
|              | |
|              | Spongilla |
|              | |
|              | Pachychalina acapulcensis |
|              | |
|              | Pachychalina alcaloidifera |
|              | |
|              | Pachychalina alveopora |
|              | |
|              | Pachychalina arctica |
|              | |
|              | Pachychalina fracta |
|              | |
|              | Pachychalina glacialis |
|              | |
|              | Pachychalina gracilenta |
|              | |
|              | Pachychalina gracilis |
|              | |
|              | Pachychalina rustica |
|              | |
|              | Pachychalina schmidti |
|              | |
|              | Pachychalina subcapitata |
|              | |

|  | Pachychalina acapulcensis  |
|  |                            |
|  | Pachychalina alcaloidifera |
|  |                            |
|  | Pachychalina alveopora     |
|  |                            |
|  | Pachychalina arctica       |
|  |                            |
|  | Pachychalina fracta        |
|  |                            |
|  | Pachychalina glacialis     |
|  |                            |
|  | Pachychalina gracilenta    |
|  |                            |
|  | Pachychalina gracilis      |
|  |                            |
|  | Pachychalina rustica       |
|  |                            |
|  | Pachychalina schmidti      |
|  |                            |
|  | Pachychalina subcapitata   |
|  |                            |